# 密西根上半島
密西根上半島 （英語：Upper Peninsula of Michigan），簡稱上密西根 （英語：Upper Michigan）或上半島 （英語：the Upper Peninsula），是構成美國密西根州兩塊陸地之一，東為聖瑪麗河，西為威斯康辛州，北為蘇必略湖，南為休倫湖和密西根湖。
上半島面積42,610平方公里，約為全州面積的三分之一，但人口只佔全州3% （328,000），也是全美國唯一芬蘭裔佔多數的地區 （當地人被稱為Yoopers）。
由於氣候因素，農業不發達，而以林業和礦業為經濟支柱。

## 历史
上密歇根半岛从公元9世纪开始有人类居住。
据推测，法国探险家艾蒂·布鲁勒（Étienne Brûlé）于1620年前后到达该地区，成为最早到达这一地区的欧洲人，之後上密歇根半岛成为法国殖民地。
1763年，法国在七年战争中战败，被迫将该领地割让给英国，美国独立战争胜利后，上密歇根半岛成为美国领土。
美國國內一直有將密西根上半島獨立成一個州的聲音，其中蘇必利爾州是最普遍的建議名稱。